# Láska po springfieldsku
Láska po springfieldsku (v anglickém originále Love, Springfieldian Style) je 12. díl 19. řady (celkem 412.) amerického animovaného seriálu Simpsonovi. Scénář napsal Don Payne a díl režíroval Raymond Saharath Persi. V USA měl premiéru dne 17. února 2008 na stanici Fox Broadcasting Company a v Česku byl poprvé vysílán 26. dubna 2009 na stanici ČT2.

## Děj
Epizoda začíná valentýnským odpolednem. Homer vezme Marge jako valentýnský dárek na pouť, a mohou tak strávit čas jeden s druhým v Tunelu lásky. Uvnitř si oba užívají vzájemné společnosti, Bart se však pokusí rodičům zkazit radost tím, že naplní vodu želé, čímž způsobí, že se loďka rodičů zastaví. Uvězněný Homer se rozhodne ukrátit si čas vyprávěním Marge o Bonnie a Clydeovi. 

### Bonnie a Clyde
V roce 1933, v době velké hospodářské krize, Bonnie Parkerová (Marge) odmítne muže, který se snaží získat její pozornost (Cletus), s tím, že hledá někoho vzrušujícího. Poté přijíždí Clyde Barrow (Homer) a po vyloupení obchodu, který ironicky spoluvlastní se svým otcem, oba utíkají. Clyde zjistí, že Bonniinou vášní je násilí, a oba se pustí do zločinu přepadáváním bank. Poté, co obelstí občana (Flanders), aby jim pomohl, si oba získají velkou popularitu po celé zemi. Občan, kterého podvedli, si brzy uvědomí, co se stalo, a poté, co se dozví, že jsou nesezdaný pár, udá je policii. Brzy dorazí texaští policisté a Bonnie a Clydea zastřelí. Zatímco je Bonnie zastřelena, řekne Clydeovi, že hledá muže, který by byl více vzrušující, a že by spolu nikdy nebyli. 
Zpátky v Tunelu lásky dorazí Bart a Líza na loď Homera a Marge a chtějí, aby jim vyprávěli pohádku pro děti. Marge vypráví příběh o Shady a Vamp. 

### Shady a Vamp
Vamp (Marge) je královská a luxusní fenka. Shady (Homer) je do Vamp zamilovaný a zpovzdálí ji pozoruje a slibuje si, že ji získá. Poté, co je Shady ušlapán davem dětí, ho Vamp utěšuje a on ji pozve na večeři. Oba jdou k Luigimu, kde po romantické večeři utečou na kopec, jakmile do podniku přijde hygienik. Ráno se Vamp probudí s nevolností a Shady ji opustí s tím, že je poblíž lovec lišek, protože ví, že je ve skutečnosti těhotná. V hudebním čísle nazvaném „Any Minute Now“ (v němž Shadymu sekundují psí verze Lennyho, Carla a Barneyho) oba psi čekají na návrat toho druhého, ačkoli kočky žijící s nyní těhotnou Vamp (Patty a Selma) ji přesvědčují, že Shady by se nikdy nevrátil, zatímco pes, který se přátelí se Shadym (Vočko), ho přesvědčuje, že by měl raději zůstat s nimi, než aby „trčel“ s Vamp a jejich štěňaty. Dvě z jejích štěňat (Bart a Líza) se rozhodnou jít hledat svého otce a poté, co je unese chytač psů (školník Willie), Shady přijíždí zachránit své děti. Shady je vrátí domů,  znovu se setká s Vamp a rozhodne se s ní zůstat, ale pak Vamp Shadymu oznámí, že ve vrhu bylo ve skutečnosti devět dalších štěňat (všechna se podobají Bartovi a Líze s výjimkou jednoho, které se podobá Maggie). 
Když Homera nakonec začne nudit Margino vyprávění, Bart vypráví příběh Sida a Nancy. 

### Sid a Nancy
Nancy Spungenová (Líza), mladá studentka modelingu, vejde se svým kamarádem Milhousem na rockový koncert skupiny Sex Pistols, kde ji okouzlí excentrický baskytarista Sid Vicious (Nelson). Poté, co ho na koncertě uvidí, jak hází basou po fanouškovi, rozhodne se ho pronásledovat. Prodejce čokolády (Otto), který je ve skutečnosti policista v utajení a krátce poté zatkne Nancyinu kamarádku, jí prodá čokoládovou tyčinku, kterou dá Sidovi, jenž s ní brzy začne chodit. Jak ukazuje montáž, oběma se začne život vymykat kontrole a zároveň získají závislost na čokoládě. Sid se brzy začne vykašlávat na Sex Pistols, čímž rozzlobí zpěváka Johnnyho Rottena (Bart) a kytaristu Steva Jonese (Jimbo). Po velkém čokoládovém záchvatu Sid přijde uprostřed vystoupení a narazí do zesilovače, který se převrhne a rozdrtí jejich bubeníka Paula Cooka (Dolph). Na obranu Sida přijíždí Nancy, která Sex Pistols oznámí, že je Sid nepotřebuje, a oba odejdou a snaží se zpívat jemný typ hudby, vystupující v CBGB (bar Komiksáka). Když jsou vyhozeni za to, že hrají hudbu proti všemu, co punk rock představuje (což podle Komiksáka není nic), rozhodnou se ti dva vrátit ke své závislosti a líbají se v uličce, zatímco na ně prší odpadky (vysypané Homerem). Nakonec Homer všem popřeje šťastného Valentýna.

## Kulturní odkazy
V části Bonnie a Clyde jsou rozhlasoví dabéři hrající „Hodinu Bonnie a Clydea“ nakresleni tak, aby připomínali George Burnse a Gracie Allenovou. Postava „Robbyho Robina“ je parodií na Woodyho Woodpeckera. Pes, kterého si školník Willie odvede do plynové komory, vychází z Disneyho postavičky Goofyho. Závěrečná část je odkazem na románek Sida Viciouse a Nancy Spungenové a film Sid a Nancy.

## Přijetí
Ve Spojených státech díl během premiéry sledovalo 7,81 milionu diváků.
Richard Keller z TV Squad si epizodu užil. Napsal: „Tentokrát se zdálo, že se soustředili na samotné příběhy a nepřeplnili je gagy, jak to mají ve zvyku. Výsledkem byly docela pěkné příběhy.“. Nejvíce se mu líbil druhý příběh.
Robert Canning z IGN uvedl, že epizoda „vynechala zábavu a vtip“. Canning napsal, že v části Bonnie a Clyde „vtipy měly daleko k rychlosti a zběsilosti“ a že pasáž „neměla žádnou pointu“. K příběhu Shady a Vamp uvedl: „Byl takový, jaký byste čekali, a nedostatek překvapení způsobil, že to celé bylo docela nudné.“. Canning si myslel, že „to nejlepší si nechali na konec“, a k Bartově části uvedl, že „tato pasáž skutečně obsahovala nejlepší gagy. Ale celkově nebyla dostatečně vtipná, aby vykoupila dvě nevýrazné části, které jí předcházely.“ Canning udělil epizodě hodnocení 5,5 z 10.
Patrick D. Gaertner ze serveru Puzzled Pagan napsal: „Tento díl se mi vlastně docela líbil. Téma lásky rozhodně dokázalo přinést víc dobrých příběhů, zvlášť když udělali to hloupé rozhodnutí, že nebudou dělat nic jiného než filmové parodie. Celý ten Tunel lásky je trochu zvláštní, mohli se klidně zvednout a odejít, místo aby tam seděli a vyprávěli příběhy, ale co, na rámcových příbězích zas tak moc nezáleží. Důležité je, jestli jsou příběhy solidní, a to opravdu byly. Převyprávění Bonnie a Clydea bylo hodně zábavné a bylo to docela slušné zhuštění příběhu. Navíc jsme se dočkali skvělé animace. Překvapivě si myslím, že pasáž Shadyho a Vamp byla možná nejlepší, co se týče změny animace a překvapivě slušné písničky, kterou zpívali. Na téhle části se tak trochu vyřádili. Třetí příběhy jsou často nejslabší, jen vyplňují délku epizody, ale příběh Sex Pistols se mi vlastně docela líbil, zvlášť to podivné rozhodnutí udělat z nich všech děti závislé na ‚čokoládě‘. Celkově to byla opravdu zábavná epizoda a tak trochu mi dává naději, že možná přišli na problémy s triptychovými díly.“.